# San Vicente Ferrer
San Vicente Ferrer är en ort i Mexiko.   Den ligger i kommunen Tehuitzingo och delstaten Puebla, i den sydöstra delen av landet, 140 km sydost om huvudstaden Mexico City. San Vicente Ferrer ligger 1 045 meter över havet och antalet invånare är 209.
Terrängen runt San Vicente Ferrer är lite kuperad. Runt San Vicente Ferrer är det glesbefolkat, med 17 invånare per kvadratkilometer. Närmaste större samhälle är San Miguel las Minas, 13,4 km norr om San Vicente Ferrer. Omgivningarna runt San Vicente Ferrer är en mosaik av jordbruksmark och naturlig växtlighet.